# Anders Widuss
Anders Erik Widuss, född 15 juni 1965 i Linköpings församling i Östergötlands län, är en svensk militär.
Widuss avlade officersexamen vid Krigsskolan 1986 och utnämndes samma år till fänrik vid Göta ingenjörregemente, där han 1987 befordrades till löjtnant och 1993 till major. I slutet av 1990-talet tjänstgjorde han vid Högkvarteret. Efter att ha befordrats till överstelöjtnant var han 2002–2004 chef för Norrlands ingenjörbataljon. Åren 2005–2006 var han chef för Organisationssektionen i Organisationsavdelningen i Grundorganisationsledningen i Högkvarteret (under denna period omorganiserad till Grundorganisationssektionen i Produktionsstaben i Högkvarteret). Åren 2006–2007 tjänstgjorde han i Kosovo KS14.
Efter befordran till överste var Widuss chef för Totalförsvarets ammunitions- och minröjningscentrum 2007–2010, varefter han tjänstgjorde vid Högkvarteret. Han var chef för J 5 vid Försvarsmaktens logistik från 2013. Från december 2013 till maj 2014 tjänstgjorde han i svenska insatsen i Afghanistan (FS26). Han var chef för Veteranenheten vid Försvarsmaktens HR-centrum från och med den 11 januari 2016 till och med den 31 maj 2016. Den 1 juni 2016 blev han militärsakkunnig i Försvarsdepartementet. Sedan 1 januari 2019 är han chef över Försvarsmaktens HR-centrum.